# Euproctis deficita
Euproctis deficita är en fjärilsart som beskrevs av Walker 1865. Euproctis deficita ingår i släktet Euproctis och familjen tofsspinnare. Inga underarter finns listade i Catalogue of Life.